# NK Mladi radnik Vareš
NK Mladi radnik je bivši bosanskohercegovački nogometni klub iz Vareša.

## Povijest
Najstariji nogometni klub u Varešu osnovan je 1927. godine. Poslije Drugoga svjetskog rata dva kluba NK Mladi radnik i NK Metalac ujedinili su se u jedinstveni klub koji je ponio ime grada, NK Vareš.